# Сенегал на літніх Олімпійських іграх 2012
Сенегал на літніх Олімпійських іграх 2012 представлений у 8 видах спорту 32 спортсменами (25 чоловіків та 7 жінок).